# Stanna (mythologie)
Stanna ou Sianna  est une déesse romano-celtique de la Gaule romaine, attestée épigraphiquement à Vesunna (actuelle Périgueux), qui est étroitement apparentée à la déesse romaine Diane,,,

## Inscription
La déesse Sianna est attestée par une inscription composée de cinq fragments découverts dans les bâtiments des Vieilles Casernes de Périgueux, en Dordogne, sur l'ancien territoire des Pétrocores, où elle est associée au dieu Télo.
Par la comparaison des différents fragments, la restauration suggérée est certaine, à l’exception de la fin du premier vers et du début du deuxième vers : 
« Deo Telo et deae Stannae, solo A(uli) Pomp(eii) Antiqui, Per…ius, Silvani fil(ius) Bassus, c(urator) c(ivium) r(omanorum), consaeptum omne circa templum et basilicas duas, cum ceteris ornamentis ac munimentis, dat »
Noémie Beck traduit ainsi l'inscription : 
« Au dieu Télo et à la déesse Stanna, Per[…]ius Bassus, fils de Silvain, curateur des citoyens romains, offre, à ses frais, toute cette muraille élevée autour de leur temple sur le territoire d’Aulus Pompeius Antiquus, et ces deux basiliques avec les autres embellissements et accessoires ».
Cette inscription présente un grand intérêt, car elle mentionne l’existence d’un temple dédié à Télo et Stanna. Le dédicateur Per[…]rius Bassus était citoyen romain et exerçait des fonctions officielles. Il était curateur, c'est-à-dire qu'il avait été désigné par l'empereur pour gérer et surveiller les finances de la ville. Il offrit un mur, deux basiliques, des ornements et des accessoires agrandissant et embellissant le sanctuaire, qui fut construit sur la propriété du citoyen romain Aulus Pompeius Antiquus.
Sianna et Vesunna sont toutes deux des déesses originaires de la ville de Périgueux sur le territoire des Pétrocores.